# Pseudoscleropodium
Pseudoscleropodium is een monotypisch geslacht met slechts één soort mossen uit de familie Brachytheciaceae. Het groot laddermos (P. purum) is een algemene bosbewonende soort van West- en Midden-Europa, die door de mens verspreid is over bijna de hele wereld.
Voor een beschrijving van het geslacht, zie de soortbeschrijving.

## Naamgeving enetymologie
De botanische naam Pseudoscleropodium is afkomstig uit het Oudgriekse ψευδής, pseudēs (vals), en van het zustergeslacht Scleropodium.

## Soortenlijst
Het geslacht Pseudoscleropodium is monotypisch en omvat dus slechts één soort, P. purum, het groot laddermos.